# Mario Balotelli
Mario Barwuah Balotelli (Palermo, 1990. augusztus 12. –) ghánai származású olasz válogatott labdarúgó, a Genoa játékosa.

## Pályafutása

### Klubcsapatokban

#### A kezdetek
Balotelli 1990. augusztus 12-én, Palermóban született két ghánai bevándorló, Thomas és Rose Barwuah gyermekeként. Hároméves korában örökbe fogadta őt a Balotelli család, és így a Brescia tartományban lévő Concesióba költöztek. Balotelli csak 2008. augusztus 13-án lett olasz állampolgár, ugyanis az 1992-es törvény értelmében Mariónak meg kellett várnia, hogy betöltse a 18. életévét és csak utána folyamodhatott olasz állampolgárságért.
2006. április 2-án a C1 ligában a felnőttek között is bemutatkozott a Lumezzane színeiben a Padova elleni találkozón. 2006 nyarán, 16 évesen már olyan klubok érdeklődtek iránta, mint a Liverpool, a Chelsea, a Manchester United, a Fiorentina vagy a Barcelona. A katalánok hívását el is fogadta és próbajátékon vett részt. Akkor a spanyol lapok csak az „Új Messinek” titulálták, mivel a három próbameccsen 8 gólt lőtt, de a fent említett állampolgársági indok miatt nem igazolta le őt a Barcelona.

#### Internazionale
Augusztus 31-én végül az Internazionale igazolta le 3 évre, amely időtartam az ő korosztályában a maximum volt. 2008 nyarán 2011-ig hosszabbította meg a szerződését. A serdülőcsapatban 18 meccsen 19 gólt lőtt, majd 2007. márciusának elején egy korosztályt lépett előre a Primavera csapatba, ahol már a bajnoki cím megszerzése volt a cél. A Sampdoria elleni bajnoki döntőben az utolsó percekben szerzett tizenegyesével lettek bajnokok a fiatalok. 2007. december 16-án a milánói alakulat felnőttcsapatában is bemutatkozott. 2008. január 30-án az olasz kupában 2 gólt lőtt a Juventusnak és ezzel a legjobb 4 közé jutott az Inter. Első bajnoki gólját pedig az Atalanta ellen szerezte április 6-án.
| „                 | Szeretem Mariót mint embert és mint futballistát egyaránt, de ha jól akar játszani, el kell gondolkodnia azon, hogy mi a dolga. Ha van egy olyan képességű játékosod, mint ő, nem tudod elhinni, hogy a tehetségét egyszerűen kidobja az ablakon. | ” |
| – Roberto Mancini | |   |

#### Manchester City
2010. augusztus 12-én hosszas huzavona után az angol Manchester City megállapodott az olaszokkal Balotelli átigazolásáról, akiért 21,8 millió eurót fizettek ki.

#### AC Milan
2013. január 29-én leigazolta a másik nagy milánói sztárcsapat, az AC Milan, sajtóhírek szerint 20 millió euróért. Első mérkőzését az Udinese ellen játszotta a San Siroban és az első félidőben gólt lőtt. A mérkőzés végén büntetőből ismét eredményes volt, mellyel csapata 2–1-es győzelmet aratott és megszerezte a három pontot.

#### Liverpool
2014 augusztusában visszatért Angliába, a Liverpool FC-hez. Az angol klub 16 millió fontot fizetett ki érte. Az első mérkőzése a Tottenham Hotspur ellen volt, ahol 60 perc játék után lecserélték. Az első gólját szeptember 16-án szerezte a bolgár Ludogorets Razgrad ellen a Bajnokok Ligájában. 2015. augusztus 26-án kölcsönbe visszakerült az AC Milan-hoz.

#### Nice
2016. augusztus 31-én leigazolta a francia OGC Nice. Az első két idényében remekül ment neki a játék, de a harmadikban már visszaesett a teljesítménye, aminek alighanem köze volt ahhoz, hogy 2018 nyarán nem jött össze a Marseille-hez való szerződése.

#### Marseille
2019 januárjában végül megtörtént az átigazolás és hivatalosan is a Marseille játékosa lett. Január 25-én debütált az egyesület színeiben, ahol a 74. percben Boubacar Kamara-t váltotta és a 95. percben szépítő gólt fejelt a Lille OSC ellen, de csapata így is 2–1-es vereséget szenvedett. Az első 6 bajnoki meccsén 4 gólt rúgott az ellenfelek hálójába.

#### Brescia
2019. augusztus 18-án ingyen igazolhatóként több évre aláírt szülővárosának csapatába, a Serie A-ba frissen feljutott Bresciába, egy olyan záradékkal, amely szerint a kontraktus automatikusan meghosszabbodik, ha a gárda bent marad az élvonalban. 2019. szeptember 24-én debütált a Juventus elleni 2–1-es vereség alkalmával, mivel ezelőtt nem is léphetett pályára, mert Franciaországból még volt egy négymeccses eltiltása. Szeptember 29-én először volt eredményes a Napoli ellen. November 3-án a Hellas Verona ellen a szurkolók rasszista megjegyzéseket tettek felé, ennek következtében az 54. percben a labdát a nézők közé lőtte. A mérkőzést pár percre félbe kellett szakítani, de később folytatódott az összecsapás, ahol a 85. percben eredményes volt. 2020. január 5-én csapatának egyetlen gólját szerezte meg a Laziótól elszenvedett 1–2-es vereség során. A találkozón ismét fajgyűlölő megjegyzéseket kapott. A forduló után a Serie A illetékesei csupán 20 ezer eurós pénzbírságot szabtak ki a római egyesületre.
A 2019–20-as kiírás végén a Brescia kiesett a másodosztályba, ami miatt nem aktiválódott a hosszabbítási záradék a szerződésében, ezért felbontották azt, amiért 2020 júniusában és júliusában több edzést is kihagyott.
2020 novemberében a negyedosztályú (Serie D) Franciacortánál edzett, miközben szabadon igazolható volt.

#### AC Monza
2020. december 7-én a másodosztályú AC Monza bejelentette hét hónapos leigazolását, ahol többek között korábbi Milan-os csapattársa, Kevan-Prince Boateng is játszik. December 30-án mutatkozott be a Salernitana ellen, ahol már a 4. percben betalált, így segítve a Monzát egy sima, 4–0-s győzelemhez.

#### Adana Demirspor
A 2021–2022-es idényt megelőzően a török élvonal újoncához, az Adana Demirsporhoz írt alá három évre szóló szerződést.

#### Sion
2022. augusztus 31-én kétéves szerződést írt alá a svájci Sion csapatával. 2023. szeptember 14-én közösmegegyezéssel felbontotta a szerződését.

#### Ismét Adana Demirspor
2023. szeptember 15-én visszatért az Adana Demirsporhoz, ahova 1+1 évre szóló szerződést írt alá.

#### Genoa
2024. október 28-án a 2024–25-ös szezon végéig szóló szerződést kötött a Genoa csapatával.

### A válogatottban
2007. augusztus 7-én meghívást kapott a ghánai válogatottba, de ezt visszautasította, hiszen Olaszországot szerette volna képviselni majd 18 éves kora után.
2008. augusztus 27-én 18. életéve betöltése után meghívást kapott az olasz U21-es csapatba.
2010. augusztus 10-én lépett először pályára az olasz felnőtt nemzeti csapatban egy Elefántcsontpart elleni barátságos találkozón. 2011. november 11-én megszerezte első nemzeti gólját Lengyelország ellen. Ott volt a 2012-es Európa-bajnokságon, a 2013-as konföderációs kupán és a 2014-es világbajnokságon is.

## Statisztikái

### Klubcsapatokban
2020. december 30-án frissítve.
| Klub                  | Szezon           | Liga             | Liga  | Liga | Kupa  | Kupa | Ligakupa | Ligakupa | Európa | Európa | Egyéb | Egyéb | Összesen | Összesen |
| Klub                  | Szezon           | Bajnokság        | Mérk. | Gól  | Mérk. | Gól  | Mérk.    | Gól      | Mérk.  | Gól    | Mérk. | Gól   | Mérk.    | Gól      |
| --------------------- | ---------------- | ---------------- | ----- | ---- | ----- | ---- | -------- | -------- | ------ | ------ | ----- | ----- | -------- | -------- |
| Lumezzane             | 2005–06          | Serie C1         | 2     | 0    | —     | —    | —        | —        | —      | —      | —     | —     | 2        | 0        |
| Lumezzane             | Összesen         | Összesen         | 2     | 0    | —     | —    | —        | —        | —      | —      | —     | —     | 2        | 0        |
| Internazionale        | 2007–08          | Serie A          | 11    | 3    | 4     | 4    | —        | —        | 0      | 0      | 0     | 0     | 15       | 7        |
| Internazionale        | 2008–09          | Serie A          | 22    | 8    | 2     | 0    | —        | —        | 6      | 1      | 1     | 1     | 31       | 10       |
| Internazionale        | 2009–10          | Serie A          | 26    | 9    | 5     | 1    | —        | —        | 8      | 1      | 1     | 0     | 40       | 11       |
| Internazionale        | összesen         | összesen         | 59    | 20   | 11    | 5    | —        | —        | 14     | 2      | 2     | 1     | 86       | 28       |
| Manchester City       | 2010–11          | Premier League   | 17    | 6    | 5     | 1    | 0        | 0        | 6      | 3      | —     | —     | 28       | 10       |
| Manchester City       | 2011–12          | Premier League   | 23    | 13   | 0     | 0    | 2        | 1        | 6      | 3      | 1     | 0     | 32       | 17       |
| Manchester City       | 2012–13          | Premier League   | 14    | 1    | 1     | 0    | 1        | 1        | 4      | 1      | 0     | 0     | 20       | 3        |
| Manchester City       | Összesen         | Összesen         | 54    | 20   | 6     | 1    | 3        | 2        | 16     | 7      | 1     | 0     | 80       | 30       |
| AC Milan              | 2012–13          | Serie A          | 13    | 12   | 0     | 0    | —        | —        | —      | —      | —     | —     | 13       | 12       |
| AC Milan              | 2013–14          | Serie A          | 30    | 14   | 1     | 1    | —        | —        | 10     | 3      | —     | —     | 41       | 18       |
| AC Milan              | összesen         | összesen         | 43    | 26   | 1     | 1    | —        | —        | 10     | 3      | —     | —     | 54       | 30       |
| Liverpool             | 2014–15          | Premier League   | 16    | 1    | 4     | 0    | 3        | 1        | 5      | 2      | —     | —     | 28       | 4        |
| Liverpool             | összesen         | összesen         | 16    | 1    | 4     | 0    | 3        | 1        | 5      | 2      | —     | —     | 28       | 4        |
| AC Milan (kölcsönben) | 2015–16          | Serie A          | 20    | 1    | 3     | 2    | —        | —        | —      | —      | —     | —     | 23       | 3        |
| AC Milan (kölcsönben) | összesen         | összesen         | 20    | 1    | 3     | 2    | —        | —        | —      | —      | —     | —     | 23       | 3        |
| Nice                  | 2016–17          | Ligue 1          | 23    | 15   | 0     | 0    | 1        | 1        | 4      | 1      | —     | —     | 28       | 17       |
| Nice                  | 2017–18          | Ligue 1          | 28    | 18   | 0     | 0    | 1        | 1        | 9      | 7      | —     | —     | 38       | 26       |
| Nice                  | 2018–19          | Ligue 1          | 10    | 0    | 0     | 0    | 0        | 0        | —      | —      | —     | —     | 10       | 0        |
| Nice                  | Összesen         | Összesen         | 61    | 33   | 0     | 0    | 2        | 2        | 13     | 8      | —     | —     | 76       | 43       |
| Marseille             | 2018–19          | Ligue 1          | 15    | 8    | 0     | 0    | 0        | 0        | —      | —      | —     | —     | 15       | 8        |
| Marseille             | Összesen         | Összesen         | 15    | 8    | 0     | 0    | 0        | 0        | —      | —      | —     | —     | 15       | 8        |
| Brescia               | 2019–20          | Serie A          | 19    | 5    | 0     | 0    | —        | —        | —      | —      | —     | —     | 19       | 5        |
| Brescia               | Összesen         | Összesen         | 19    | 5    | 0     | 0    | —        | —        | —      | —      | —     | —     | 19       | 5        |
| AC Monza              | 2020–21          | Serie B          | 1     | 1    | —     | —    | —        | —        | —      | —      | —     | —     | 1        | 1        |
| AC Monza              | Összesen         | Összesen         | 1     | 1    | —     | —    | —        | —        | —      | —      | —     | —     | 1        | 1        |
| Karrier összesen      | Karrier összesen | Karrier összesen | 290   | 115  | 25    | 9    | 8        | 5        | 58     | 22     | 3     | 1     | 384      | 152      |

### A válogatottban
2018. szeptember 7-én frissítve.
| Olaszország | Olaszország | Olaszország |
| Év          | Mérkőzés    | Gól         |
| ----------- | ----------- | ----------- |
| 2010        | 2           | 0           |
| 2011        | 5           | 1           |
| 2012        | 9           | 4           |
| 2013        | 13          | 7           |
| 2014        | 4           | 1           |
| 2015        | —           | —           |
| 2016        | —           | —           |
| 2017        | —           | —           |
| 2018        | 3           | 1           |
| Összesen    | 36          | 14          |

### Góljai a válogatottban
| Balotelli – góljai Olaszország színeiben | Balotelli – góljai Olaszország színeiben | Balotelli – góljai Olaszország színeiben | Balotelli – góljai Olaszország színeiben | Balotelli – góljai Olaszország színeiben | Balotelli – góljai Olaszország színeiben | Balotelli – góljai Olaszország színeiben       |
| #                                        | Dátum                                    | Helyszín                                 | Ellenfél                                 | Gól                                      | Végeredmény                              | Verseny                                        |
| ---------------------------------------- | ---------------------------------------- | ---------------------------------------- | ---------------------------------------- | ---------------------------------------- | ---------------------------------------- | ---------------------------------------------- |
| 1.                                       | 2011. november 11.                       | Városi Stadion, Wrocław                  | Lengyelország                            | 1–0                                      | 2–0                                      | Barátságos                                     |
| 2.                                       | 2012. június 18.                         | Stadion Miejski, Poznań                  | Írország                                 | 2–0                                      | 2–0                                      | 2012-es labdarúgó-Európa-bajnokság (C csoport) |
| 3.                                       | 2012. június 28.                         | Nemzeti Stadion Varsó                    | Németország                              | 1–0                                      | 2–1                                      | 2012-es labdarúgó-Európa-bajnokság - elődöntő  |
| 4.                                       | 2012. június 28.                         | Nemzeti Stadion Varsó                    | Németország                              | 20                                       | 2–1                                      | 2012-es labdarúgó-Európa-bajnokság - elődöntő  |
| 5.                                       | 2012. október 16.                        | San Siro, Milánó                         | Dánia                                    | 3–1                                      | 3–1                                      | 2014-es labdarúgó-világbajnokság-selejtező     |
| 6.                                       | 2013. március 21.                        | Stade de Genève, Genf                    | Brazília                                 | 2–2                                      | 2–2                                      | Barátságos                                     |
| 7.                                       | 2013. március 26.                        | Nemzeti Stadion, Ta’ Qali                | Málta                                    | 1–0                                      | 2–0                                      | 2014-es labdarúgó-világbajnokság-selejtező     |
| 8.                                       | 2013. március 26.                        | Nemzeti Stadion, Ta’ Qali                | Málta                                    | 2–0                                      | 2–0                                      | 2014-es labdarúgó-világbajnokság-selejtező     |
| 9.                                       | 2013. június 16.                         | Maracanã Stadion, Rio de Janeiro         | Mexikó                                   | 2–1                                      | 2–1                                      | 2013-as konföderációs kupa                     |
| 10.                                      | 2013. június 19.                         | Arena Pernambuco, Recife                 | Japán                                    | 3–2                                      | 4–3                                      | 2013-as konföderációs kupa                     |
| 11.                                      | 2013. szeptember 10.                     | Juventus Stadion, Torinó                 | Csehország                               | 2–1                                      | 2–1                                      | 2014-es labdarúgó-világbajnokság-selejtező     |
| 12.                                      | 2013. október 15.                        | San Paolo Stadion, Nápoly                | Örményország                             | 2–2                                      | 2–2                                      | 2014-es labdarúgó-világbajnokság-selejtező     |
| 13.                                      | 2014. június 14.                         | Arena da Amazônia, Manaus                | Anglia                                   | 2–1                                      | 2–1                                      | 2014-es labdarúgó-világbajnokság               |
| 14.                                      | 2018. május 28.                          | kybunpark, Sankt Gallen                  | Szaúd-Arábia                             | 1–0                                      | 2–1                                      | Barátságos                                     |